# ヴォイテフ・トゥカ
ヴォイテフ・ラザール・“べーラ”・トゥカ（スロバキア語: Vojtech Lázar "Béla" Tuka、1880年7月4日 - 1946年8月20日）は、スロバキアの政治家、法律家、ジャーナリスト。スロバキア共和国の首相および外相、スロバキア人民党副党首。

## 生涯
現在のスロバキアにあるシュチャヴニツケー・バネ生まれ。ブダペスト、ベルリン、パリの大学で法律を学んだ。その後、ペーチおよびブラチスラヴァの大学で教鞭をとった。
1918年のチェコスロバキア建国後、スロバキア人民党に加わり、党の機関紙『スロバーク』の編集に携わった。党内ではスロバキアの独立を求める急進派に属し、党の準軍事組織ロドブラナ（祖国防衛軍）を創設した。1925年の総選挙で当選し下院議員となった。
1928年、党の機関紙に「法の空白」と題する論文を発表し、チェコとの合同国家設立を受諾した1918年10月のマルチン宣言には、独立から10年目の試行期間を経て、スロバキアの主権やその政治的・法的地位に関する協議が行われる秘密条項があったと主張した。1929年、プラハ政府はトゥカの不逮捕特権を剥奪し、ハンガリーへの軍事機密漏洩罪で逮捕し、懲役15年の判決を下した。なお、トゥカは、10年後の1939年に釈放された。
1939年、ナチス・ドイツによってチェコスロバキアが解体され、スロバキア共和国が成立すると、トゥカは首相兼外相に就任した。在任中、親ナチス派として、スロバキア在住のユダヤ人の財産没収や強制収容所への移送を指揮し、同じく親ナチス派で内相兼フリンカ防衛団指導者であるアレクサンデル・マッハとともに、大統領のヨゼフ・ティソとしばしば対立した。しかし次第にナチスの支持を失い、またトゥカ自身の健康が悪化したことで、影響力が低下していった。そして1944年、首相を辞任した。
第二次世界大戦後の人民裁判で死刑を宣告され、1946年8月20日に執行された。